# 嘉庚体育馆站 (BRT)

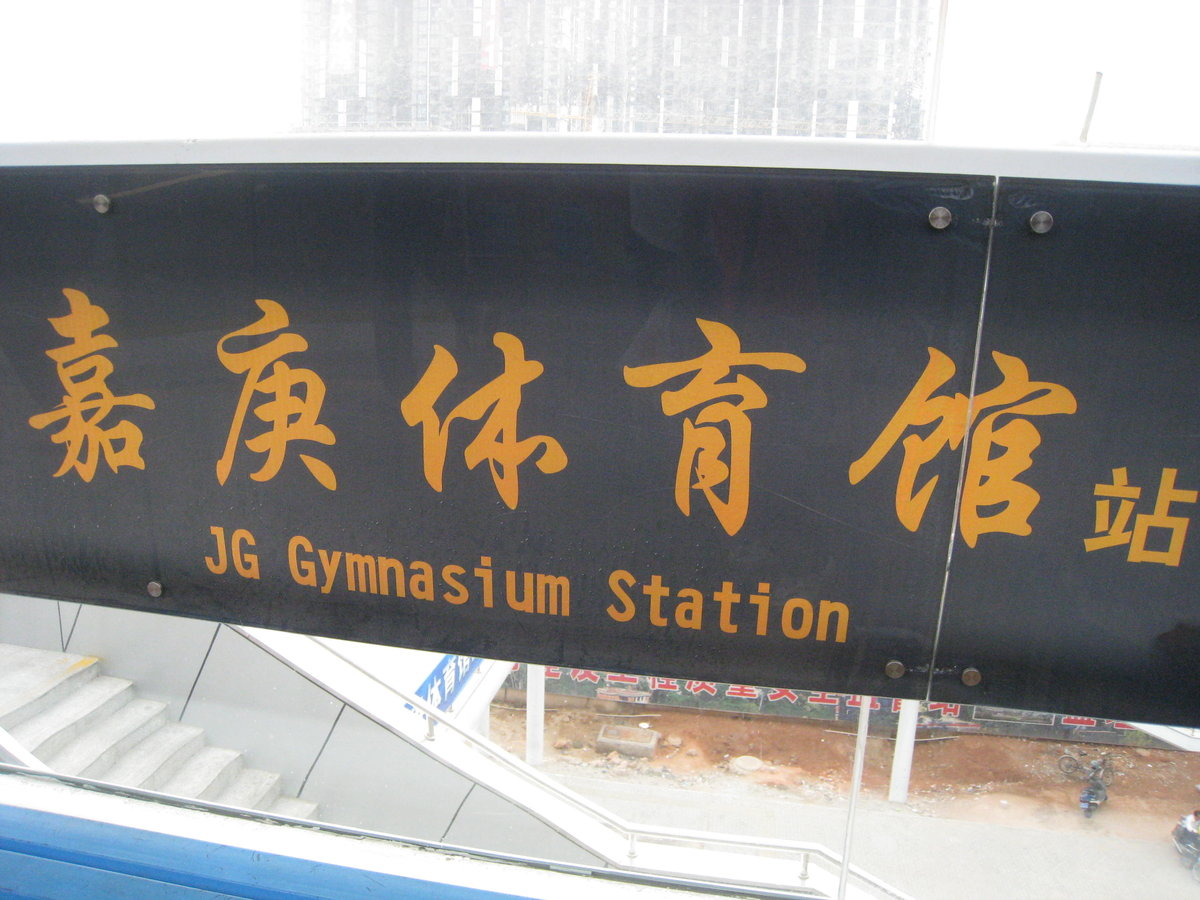
嘉庚体育馆站

嘉庚体育馆站位于厦门市集美区乐海路，为厦门快速公交一号线的高架侧式车站，于2008年9月1日启用。车站以白色作为布置的主要色彩。车站共有两个出入口。

## 链接线
嘉庚体育馆站的连接线为“L21”和“L22”，起始点均为嘉庚体育馆站，单一票价五角，使用厦门易通卡为三角。

### L21
- 嘉庚体育馆——浒井

途径霞悟路口站，天凤路站，理胜路口站，浒井站。上行从嘉庚体育馆出发，经集美大道、同集路、天凤路、侨英路到达浒井；下行从浒井出发，经侨英路、天凤路、海凤路、滨海大道、集美大道到达嘉体馆，贯穿集美北区。沿途可到达霞梧、浒井、集美北部工业区。票价为单一票价五角，使用厦门易通卡为三角。

### L22
- 嘉庚体育馆——集美龙舟池

途径古龙明珠站，印斗路口站，轮机学院站，集美税务站，财经学院站，石鼓路站，龙舟池站。上行从嘉庚体育馆正对面出发，经浔江路、印斗路、鳖园路到达集美龙舟池；下行经鳖园路、印斗路、集美大道至嘉庚体育馆正对面，沿途可到达古龙明珠花园、石鼓路上的轮机学院、集美税务、财经学院、航海学院、龙舟池等。票价为单一票价五角，使用厦门易通卡为三角。